# Ercea (okręg Marusza)
Ercea – wieś w Rumunii, w okręgu Marusza, w gminie Băla. W 2011 roku liczyła 187 mieszkańców.